# 엘리우나이 프레이타스 다 시우바
엘리우나이 프레이타스 다 시우바(브라질 포르투갈어: Elionay Freitas da Silva, 1997년 5월 23일~)는 브라질의 축구 선수이다.

## 참고 문헌
- “엘리우나이 프레이타스 다 시우바”. 《트랜스퍼마르트크》.
- “엘리우나이 프레이타스 다 시우바”. 《성남 FC》. 성남시민프로축구단.